# Иђиросу (Горж)
Иђиросу (рум. Igirosu) насеље је у Румунији у округу Горж у општини Болбоши. Oпштина се налази на надморској висини од 160 m.

## Становништво
Према подацима из 2002. године у насељу је живело 204 становника, од којих су сви румунске националности.